# Mézel
Mézel település Franciaországban, Alpes-de-Haute-Provence megyében. Lakosainak száma 617 fő (2022. január 1.). Mézel Beynes, Le Chaffaut-Saint-Jurson, Châteauredon, Estoublon és Saint-Jeannet községekkel határos.

## Népesség
A település népességének változása:
| Lakosok száma | 346  | 335  | 423  | 633  | 693  | 662  | 656  | 639  | 631  | 617  |
|               | 1968 | 1982 | 1990 | 2006 | 2013 | 2015 | 2017 | 2019 | 2020 | 2022 |